# Dardaner (Volk)
Die Dardaner (altgriechisch Δαρδάνιοι Dardánioi, Δάρδανοι Dárdanoi, oder Δαρδανίωνες Dardaníones; lateinisch Dardani; albanisch Dardanët) waren der erste Volksstamm der Antike, der in der nach ihm benannten Region Dardanien auf der südlichen Balkanhalbinsel lebte. Im Osten berührte das dardanische Siedlungsgebiet dasjenige der Thraker, mit denen sie sich vermischten und von denen sie einige Elemente in ihre Kultur aufnahmen. Es ist umstritten, ob es sich bei den Dardanern um einen illyrischen Stamm handelt, jedoch werden sie zum Teil mit den Illyrern in Verbindung gebracht.

Königreich Dardanien (drittes Jahrhundert v. Chr.)

## Name
Es wird angenommen, dass das Ethnonym der Dardaner sowie die dazugehörige Region Dardanien in sprachlicher Verbindung mit dem albanischen Wort dardha (unbestimmt dardhë, „Birne“) steht. Diese These wird durch das Ethnonym des ebenfalls illyrischen Stammes der Pirusten unterstützt, das demnach als lateinische Entsprechung (lateinisch pirus, „Birne“) zu verstehen ist.

## Siedlungsgebiet
Dardanien umfasste das heutige Kosovo, reichte westlich davon bis ins Tal des Drin und schloss das Dukagjin-Bergland (albanisch Rrafsh i Dukagjinit oder kurz Dukagjin bzw. Dukagjini, serbisch Метохија Metohija) mit ein. Im Norden erstreckte es sich bis über Niš hinaus und im Süden gehörte auch die Gegend um Skopje dazu. Dort grenzte das dardanische Land an Päonien und Dassaratia, Regionen, die im vierten Jahrhundert v. Chr. Provinzen des makedonischen Königreichs geworden waren.

## Ethnogenese
Über die Herkunft und die Ethnogenese der Dardaner ist kaum etwas bekannt. Schon die antike Tradition ging von einem Zusammenhang mit dem mythischen Volk der Dardaner in Kleinasien aus, die nach Homer an der Seite der Trojaner gegen die Griechen kämpften. Dies würde für eine Zugehörigkeit der balkanischen Dardaner zu den Thrakern sprechen, die ebenso zum Teil in Kleinasien lebten. Archäologische Nachweise dafür gibt es jedoch nicht. Die ausgegrabenen dardanischen Artefakte, insbesondere die Keramik und die Fibeln weisen illyrische Formen auf, wie sie auch von illyrischen Fundorten in Albanien und an der mittleren Adriaküste in Kroatien und Bosnien und Herzegowina bekannt sind. Von der Sprache der Dardaner ist so gut wie nichts überliefert. Bis zur römischen Eroberung lebten sie in einer weitgehend schriftlosen Kultur. Unter der römischen Herrschaft bedienten sie sich der lateinischen und der griechischen Sprache, wie zahlreiche Inschriften belegen.

## Geschichte

### Vorgeschichte und hellenistische Zeit
An der Wende vom sechsten zum fünften Jahrhundert v. Chr. legten die Dardaner die ersten befestigten Siedlungen an. Eine größere Räume umfassende politische Organisation gab es zu jener Zeit nicht. Belegt ist aber, dass die Dardaner schon Handel mit den Nachbarregionen trieben. In den Gräbern findet sich Keramik aus Korinth, Athen und Epidamnos (heute Durrës). Wichtigstes Exportgut der Dardaner war Silber. Chemische Analysen haben ergeben, dass die griechischen Kolonien Apollonia und Epidamnos den größten Teil des Silbers für ihre Münzprägungen aus den Bergwerken der Dardaner bezogen. Um 400 v. Chr. gab es zumindest ein städtisches Zentrum in Dardanien. Die Stadt Damastion ist aber nur durch ihre Münzprägungen bekannt und konnte bisher nicht lokalisiert werden. Um 385 v. Chr. begründete Bardylis die erste Dynastie der Dardaner und herrschte über ein Königreich, das Gebiete vieler anderer Stämme umfasste.
Politisch traten die Dardaner erstmals im Zusammenhang mit dem Kelteneinfall auf dem Balkan um 280 v. Chr. in Erscheinung. Sie schlugen den Makedonen ein Bündnis gegen die Invasoren vor, das von diesen aber abgelehnt wurde. Die kaiserzeitlichen Historiker Diodor und Ptolemaeus wissen zu berichten, dass die Dardaner zu jener Zeit von Königen regiert wurden. Die Namen der Herrscher nennen sie nicht.
Der makedonische König Philipp V. (220–179 v. Chr.) führte 211 und 199 v. Chr. Krieg gegen die Dardaner. 175 v. Chr. wehrten die Dardaner unter ihrem König Monunios einen Einfall der Bastarnen ab. Monunios verheiratete seine Tochter Etleva mit dem illyrischen König Genthios und beide traten um 170 v. Chr. in ein Bündnis mit den Makedoniern gegen die Römer ein. Nach dem Ende des Dritten Makedonisch-Römischen Krieges 167 v. Chr. baten die Dardaner den römischen Konsul Lucius Aemilius Paullus um Frieden. Die südlich und westlich an Dardanien angrenzenden Länder an der Adria waren nun zu römischen Provinzen geworden. Über 50 Jahre unternahmen die Römer aber keine weiteren Vorstöße ins Landesinnere.

### Römische Zeit

Königreich Dardanien & Römische Zeit (Anachronistische)

86 v. Chr. ging Lucius Cornelius Sulla Felix gegen die Dardaner vor, die sich mit Mithridates VI. und den aufständischen Griechen gegen Rom verbündet hatten. Ein Gegenangriff der Dardaner führte bis nach Delphi. Gaius Scribonius Curio, der Konsul des Jahres 76 v. Chr., konnte während seiner nachfolgenden Statthalterschaft in Makedonien die Thraker und Dardaner entscheidend schlagen. Als Gaius Iulius Caesar 59 v. Chr. Prokonsul der römischen Provinzen Gallia (Gallien) und Illyricum (Illyrien) wurde, waren die Dardaner bereits in die Provinz Illyrien eingegliedert worden. Nach dem illyrischen Aufstand (6–9 n. Chr.) wurde Illyrien in mehrere Provinzen aufgeteilt. Dardanien wurde Teil der Provinz Moesia (Mösien).
Das gebirgige Gebiet Dardaniens war für die Römer von geringer Bedeutung. Hier waren keine Legionen stationiert und es wurden lange Zeit auch keine römischen Kolonien gegründet. Neben Naissus und Scupi (nunmehr Municipium) gab es im ersten Jahrhundert keine weiteren Städte von Bedeutung. Dementsprechend gering war vermutlich der Grad der Romanisierung bei den Dardanern. Nur der Bergbau des Landes war nach wie vor von überregionaler Bedeutung. In Scupi residierte der dafür verantwortliche römische Beamte mit dem Titel Procurator metallorum Augusti. Kaiser Hadrian (117–138 n. Chr.) gründete die Kolonie Ulpiana (bei Lipjan im Kosovo) als drittes Muncipium in Dardanien. In der Nähe war man auf bedeutende Bleivorkommen gestoßen; das Metall wurde vor allem für den Bau von Wasserleitungen in großer Menge benötigt.

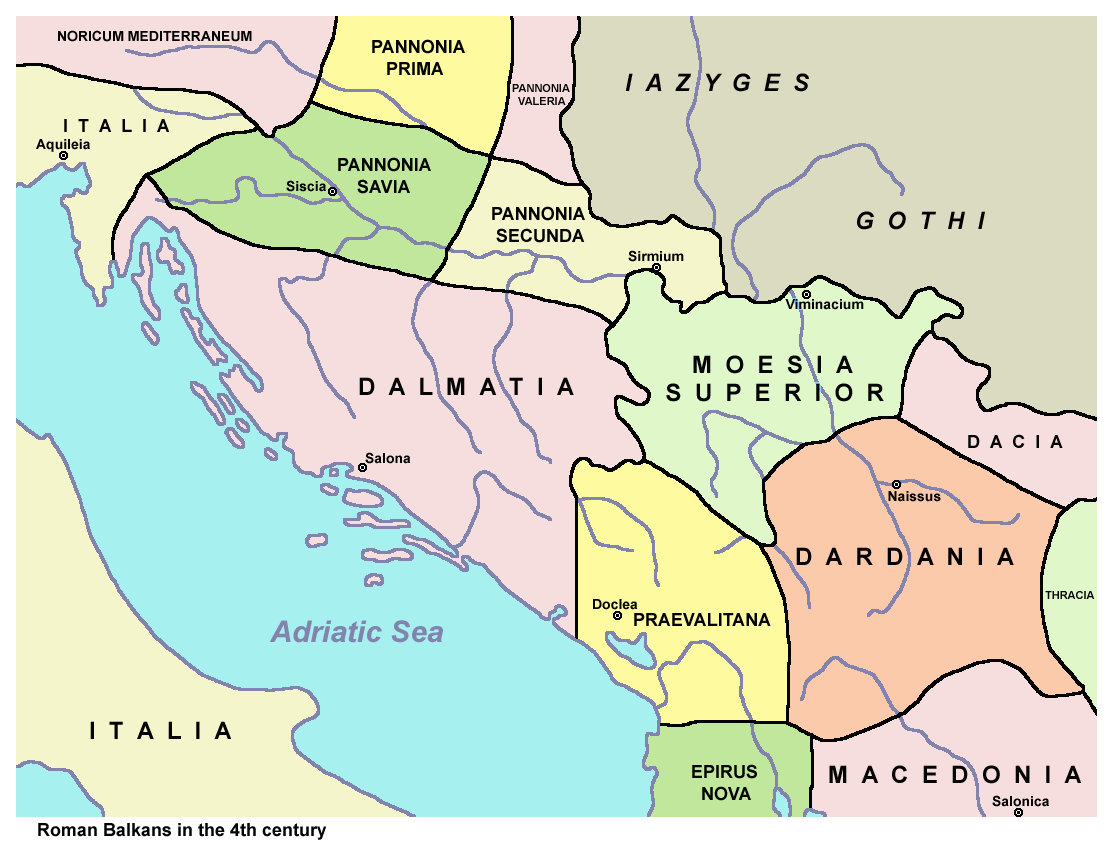
Die Provinz Dardania innerhalb des Römischen Reichs des vierten Jahrhunderts n. Chr.

Kaiser Diokletian (284–305 n. Chr.) richtete bei seiner Reorganisation der Provinzialverwaltung eine eigene von Moesia superior (Obermösien) abgetrennte Provinz Dardania ein. Seit Ende des 3. Jahrhunderts n. Chr. war das Land immer wieder von Einfällen der Barbaren von nördlich der Donau betroffen. Deshalb wurden die Städte nun stärker befestigt und Truppen in der Provinz stationiert. Viele Dardaner verdingten sich als Soldaten im römischen Heer. Bei der Reichsteilung von 395 wurde Dardanien zum griechischen Osten geschlagen. 441 n. Chr. wurde Naissus vom Hunnenkönig Attila eingenommen und geplündert. Nachdem Kaiser Zenon die Goten nach Italien hatte ablenken können, herrschte in Dardanien Ende des 5. Jahrhunderts einige Jahrzehnte Frieden und die Wirtschaft prosperierte wieder.

## Persönlichkeiten aus Dardanien
- Konstantin der Große (zwischen 270 und 288–337 n. Chr.), römischer Kaiser illyrischer Abstammung
- Bato, König von Dardanien und Sohn von König Longarus
- Monunios, König von Dardanien
- Constantius I. (250–306 n. Chr.), römischer Kaiser illyrischer Abstammung und Vater von Konstantin dem Großen
- Justinian I. (482–565 n. Chr.), römisch-byzantinischer Kaiser illyrischer Abstammung
- Bardylis (450–358 v. Chr.), König von Dardanien
- Longarus, König von Dardanien und Vater von König Bato

## Römische Auxiliareinheiten
Aus dem Volk der Dardaner wurden folgende römische Auxiliareinheiten aufgestellt:
- Cohors I Aurelia Dardanorum
- Cohors II Aurelia Dardanorum